# Popolasca
Popolasca (korziško Upulasca) je naselje in občina v francoskem departmaju Haute-Corse regije - otoka Korzika. Leta 1999 je naselje imelo 36 prebivalcev.

## Geografija
Kraj leži v severno-osrednjem delu otoka Korzike na robu naravnega regijskega parka Korzike, 57 km jugozahodno od središča Bastie.

## Uprava
Občina Popolasca skupaj s sosednjimi občinami Albertacce, Calacuccia, Casamaccioli, Castiglione, Castirla, Corscia, Lozzi, Omessa, Piedigriggio, Prato-di-Giovellina in Soveria sestavlja kanton Niolu-Omessa s sedežem v Calacuccii. Kanton je sestavni del okrožja Corte.

## Zanimivosti
- baročna župnijska cerkev sv. Dominika,
- Aiguilles de Popolasca, gorati svet južno od naselja na meji naravnega regijskega parka, zgrajen iz rdečega granita.